# Dipturus queenslandicus
Dipturus queenslandicus  (лат.) — вид хрящевых рыб семейства ромбовых скатов отряда скатообразных. Обитают в центрально-западной частях Тихого океанов. Встречаются на глубине до 606 м. Их крупные, уплощённые грудные плавники образуют диск в виде ромба со удлинённым и заострённым рылом. Максимальная зарегистрированная длина 76,1 см. Откладывают яйца. Не являются объектом целевого промысла.

## Таксономия
Впервые вид был научно описан в 2008 году. Голотип представляет собой взрослого самца длиной 63,4 см, пойманного у берегов Квинсленда (22°49′ ю. ш. 154°10′ в. д.) на глубине 445—450 м. Паратипы: взрослый самец длиной 65,9 см, самки длиной 39—76,1 см и неполовозрелые самцы длиной 29,2—35,5 см, пойманные там же на глубине 399—606 м,. Видовой эпитет дан по географическому месту обитания.  

## Ареал
Эти батидемерсальные скаты являются эндемиками вод Квинсленда, Австралия. Встречаются в верхней части материкового склона на глубине от 399 до 606 м. В основном между 300 и 925 м.

## Описание
Широкие и плоские грудные плавники этих скатов образуют ромбический диск с округлым рылом и закруглёнными краями. На вентральной стороне диска расположены 5 жаберных щелей, ноздри и рот. На длинном хвосте имеются латеральные складки. У этих скатов 2 редуцированных спинных плавника и редуцированный хвостовой плавник.
Ширина диска в 1,0—1,1 раза больше длины и составляет 62—66 % длины тела. Удлинённое и заострённое рыло образует угол 62—67°. Длина хвоста составляет 0,6—0,8 расстояния от кончика рыла до клоаки. Хвост довольно тонкий. Ширина хвоста в средней части равна 1,3—1,9 его высоты и 1,0—1,9 у основания первого спинного плавника. Расстояние от кончика рыла до верхней челюсти составляет 20—26 % длины тела и в 2,6—3,4 раза превосходит дистанцию между ноздрями. Длина головы по вентральной стороне равна 34—39 % длины тела. Длина рыла в 4,9—6,1 превосходит, а диаметр глаза равен 66—76 % межглазничного пространства. Высота первого спинного плавника в 1,5—2,0 раза больше длины его основания. Расстояние между началом основания первого спинного плавника и кончиком хвоста в 3,2—3,6 раза превосходит длину его основания и в 2,7—3,4 длину хвостового плавника. Брюшные плавники среднего размера. У половозрелых самцов длина задней лопасти составляет 16 %, длина передней лопасти равна 67—70 % длины задней лопасти, а длина класперов 24 % длины тела. Передний край взрослых самцов покрыт узкой полосой колючек. На затылочной области имеются 1—2 шипа, хорошо развита область маларных колючек. У самцов хвост покрыт одиночным рядом колючек. У крупных самок имеются дополнительные латеральные ряды шипов. Грудные плавники образованы 77—80 лучами. Количество позвонков 127—136. На верхней челюсти имеются 34—39 зубных рядов. Диск ровного серо-коричневого цвета. Вентральная сторона иногда покрыта отметинами. Чувствительные поры, расположенные на вентральной стороне диска с тёмными краями. Спинные плавники чёрные, хвостовой плавник белый. Максимальная зарегистрированная длина 76,1 см.

## Биология
Самцы достигают половой зрелости при длине 63 см..

## Взаимодействие с человеком
Эти скаты не являются объектом целевого лова. Интенсивный промысел в ареале отсутствует. Данных для оценки Международным союзом охраны природы охранного статуса вида недостаточно.